# Missione diplomatica
Con missione diplomatica, nell'ambito del diritto internazionale, ci si può riferire a:
- l'organo che uno Stato o la Santa Sede invia nel territorio di un altro Stato o presso la Santa Sede o un'organizzazione internazionale per intrattenere con essi relazioni internazionali;
- il rapporto giuridico di diritto internazionale che in tal modo s'instaura tra lo Stato o il diverso soggetto internazionale che invia l'organo (detto accreditante) e quello che lo riceve (detto accreditatario);
- il periodo di tempo durante il quale un agente diplomatico presta servizio presso lo Stato (o il diverso soggetto internazionale) accreditatario.

## Definizione
La missione diplomatica è un organo istituzionale, permanente e complesso, istituito con un trattato tra accreditante e accreditatario. Ad esso è preposto un capo missione; se il capo missione ha il rango di ambasciatore o nunzio apostolico, la missione prende il nome di ambasciata o, rispettivamente, nunziatura apostolica; altrimenti prende il nome di legazione. Va rilevato che, mentre in passato venivano istituite ambasciate solo presso gli stati più importanti e legazioni negli altri, oggi (la prassi si è affermata dopo la Seconda Guerra Mondiale) gli stati tendono ad istituire ovunque missioni con il rango di ambasciata. 
Nel Commonwealth delle Nazioni britannico, una missione diplomatica di uno Stato dell'organizzazione nell'altro è chiamata alto commissariato. 
Il rango della missione diplomatica viene stabilito nell'accordo fra i due Stati. 
Le missioni diplomatiche presso organizzazioni internazionali sono solitamente denominate missioni (o rappresentanze) permanenti, a prescindere dal grado del capo missione, detto rappresentante permanente.

## Elementi costitutivi
Oltre al personale sono elementi costitutivi della missione diplomatica i beni materiali (tra cui la sede dell'organo, che prende il suo stesso nome: ambasciata, legazione ecc.) e i simboli rappresentativi dello Stato accreditante (bandiera ecc.). Tanto il personale quanto i beni materiali e i simboli rappresentativi sono coperti dalla cosiddetta immunità diplomatica.
Oltre alle missioni diplomatiche permanenti vi possono essere missioni speciali, inviate per la trattazione di affari particolari. Lo status delle missioni speciali è attribuito anche alle delegazioni, ossia agli organi attraverso i quali gli stati o la Santa Sede partecipano ad una conferenza internazionale, alla redazione di un trattato internazionale o alla riunione dell'organo assembleare di un'organizzazione internazionale. Inoltre, può essere previsto che sezioni particolari della Missione diplomatica abbiano una sede distinta.

## Rapporto di missione diplomatica
Il rapporto di missione diplomatica è il vincolo giuridico che si annoda tra due Stati, quando l'uno di essi invia presso l'altro – previo il suo consenso – un proprio agente, al fine di svolgere funzioni connesse con le relazioni diplomatiche tra i due Stati stessi.
Il rapporto si forma tra Stato inviante e Stato ricevente avuto riguardo ai membri delle missioni diplomatiche permanenti (ambasciate) ed in funzione, altresì, di quelle transeunti (Missioni speciali). Esso concerne sia l'Agente chiamato a dirigere la missione, che gli altri agenti destinati a costituire con lui la missione stessa. Plurime sono le procedure attraverso le quali il Rapporti di missione diplomatica si istituisce (gradimento e accreditamento), ma identica è l'essenza giuridica: l'indispensabile consenso, cioè, dello Stato ricevente.

### Istituzione e scioglimento del rapporto
Con l'istituzione del rapporto di missione diplomatica, l'agente diplomatico è ammesso al godimento dello status diplomatico nella sua pienezza, mentre il suo scioglimento è possibile per un duplice ordine di cause. Ci sono, da un lato, quelle che pongono termine alla Missione intesa nel senso istituzionale del termine (es. rottura delle relazioni diplomatiche), dall'altro quelle che si riferiscono alla persona fisica dell'agente (es richiamo in patria o revoca della qualità di persona grata).